# Linia 4 de tramvai din Antwerpen
Linia 4 de tramvai din Antwerpen este o linie de tramvai din Antwerpen, Belgia, care conectează Hoboken (Kioskplaats), via Groenplaats, cu Silsburg, situat la granița administrativă între districtul Deurne și Wommelgem. Linia este practic o fuziune între fosta linie 4 (Hoboken - Groenplaats) și fosta linie 8 (Groenplaats - Silsburg).
Având o lungime de 14,55 km, linia 4 este cea mai lungă linie de tramvai din Antwerpen și deservește cele mai multe stații (40).

## Istoric
Linia 4 este una din cele mai vechi linii de tramvai din Antwerpen. Ea a fost concepută inițial ca prima porțiune a unei linii vicinale către Schelle și Boom, însă după construcția căii ferate 52 ea a rămas limitată până la Hoboken. În 1936, liniile 3 și 4 au fost contopite într-o linie Merksem – Gara Centrală – Groenplaats – Gara de Sud - Hoboken (via Nationalestraat și Piața Lambermont), deoarece prea multe trasee de tramvai se terminau la Groenplaats. După al Doilea Război Mondial, cele două linii au fost din nou decuplate. Tramvaiele liniei 4 au început din nou să circule din Hoboken până la Groenplaats. În 1993, linia 4 a fost prelungită până la Sint-Pietersvliet, iar de atunci punctul terminus nu mai este Groenplaats.
Lucrările de amenajare a tramei stradale pe Nationalestraat au făcut ca linia 4 să fie scurtată, începând din 2 mai 2012, până la Piața Marnix (ultima stație fiind De Vrière). Traseul a fost modificat prin noua organizare a rețelei de tramvai din 2012. Astfel, de la 9 februarie 2013, tramvaiele 4 circulând via de Leien au fost cuplate cu traseul tramvaiului 8. Din 30 martie 2013, tramvaiul 4 circula pe Nationalestraat și continua de la Groenplaats, pe vechiul traseu al tramvaiului 8, până în Silsburg. Începând din 6 decembrie 2014, a fost pusă în funcțiune o nouă porțiune de traseu pe strada Brusselstraat. În consecință, traseul 4 a fost modificat astfel: de la Hoboken și Gara de Sud Piața Bolivar și Museum, apoi de-a lungul străzii Nationalestraat spre Groenplaats, iar de acolo în direcția Silsburg. Liniile de tramvai de pe străzile Geuzenstraat și De Vrièrestraat au rămas să fie utilizate doar ca linii de serviciu.
În anul 2015, pe traseul liniei 4 au circulat în total 8.056.707 pasageri.

## Traseu și stații
Valabil din 3 iunie 2017:
|  |   |  | Stație                | Lat/Long                                      | Comună    | Corespondențe |
|  | - |  | --------------------- | --------------------------------------------- | --------- | ------------- |
|  | O |  | Hoboken - Lelieplaats | 51°10′27″N 4°21′04″E / 51.17407°N 4.351093°E  | Antwerpen | 2             |
|  | o |  | Kioskplaats           | 51°10′39″N 4°21′00″E / 51.17742°N 4.350025°E  | Antwerpen | 2             |
|  | o |  | Steynstraat           | 51°10′41″N 4°21′13″E / 51.17807°N 4.353705°E  | Antwerpen | 2             |
|  | o |  | Draaiboom             | 51°10′42″N 4°21′35″E / 51.17845°N 4.359730°E  | Antwerpen | 2             |
|  | o |  | Jan Van de Wouwer     | 51°10′50″N 4°22′00″E / 51.18062°N 4.366744°E  | Antwerpen | 2             |
|  | o |  | Zwaantjes             | 51°10′59″N 4°22′22″E / 51.18314°N 4.372663°E  | Antwerpen | 2 24          |
|  | o |  | Grens Kiel            | 51°11′11″N 4°22′31″E / 51.18650°N 4.375182°E  | Antwerpen | 24            |
|  | o |  | Abdijstraat           | 51°11′26″N 4°22′43″E / 51.19045°N 4.378626°E  | Antwerpen | 24            |
|  | o |  | Kielpark              | 51°11′34″N 4°22′51″E / 51.19264°N 4.380822°E  | Antwerpen | 24            |
|  | o |  | General Armstrong     | 51°11′41″N 4°23′03″E / 51.19460°N 4.384106°E  | Antwerpen | 24            |
|  | o |  | Kolonel Silvertop     | 51°11′45″N 4°23′17″E / 51.19586°N 4.388110°E  | Antwerpen | 24            |
|  | o |  | Station Zuid          | 51°11′53″N 4°23′24″E / 51.19812°N 4.389867°E  | Antwerpen | 24 SNCB       |
|  | o |  | Brussel               | 51°12′02″N 4°23′28″E / 51.20048°N 4.391176°E  | Antwerpen | 24            |
|  | o |  | Bolivarplaats         | 51°12′15″N 4°23′21″E / 51.204078°N 4.389093°E | Antwerpen | 12            |
|  | o |  | Pacificatie           | 51°12′22″N 4°23′24″E / 51.20613°N 4.389934°E  | Antwerpen |               |
|  | o |  | Museum                | 51°12′33″N 4°23′37″E / 51.20910°N 4.393574°E  | Antwerpen |               |
|  | o |  | Tropisch Instituut    | 51°12′46″N 4°23′51″E / 51.21280°N 4.397543°E  | Antwerpen |               |
|  | o |  | Sint-Andries          | 51°12′57″N 4°23′57″E / 51.21583°N 4.399035°E  | Antwerpen |               |
|  | o |  | Groenplaats           | 51°13′07″N 4°24′05″E / 51.21857°N 4.401510°E  | Antwerpen | 3 5 9 15      |
|  | o |  | Meirbrug              | 51°13′07″N 4°24′17″E / 51.21849°N 4.404724°E  | Antwerpen | 3 5 7 9 15    |
|  | o |  | Oudaan                | 51°12′57″N 4°24′18″E / 51.21586°N 4.404938°E  | Antwerpen | 7             |
|  | o |  | Mechelseplein         | 51°12′48″N 4°24′18″E / 51.21342°N 4.405075°E  | Antwerpen | 7             |
|  | o |  | Nationale Bank        | 51°12′42″N 4°24′31″E / 51.21166°N 4.408508°E  | Antwerpen | 7 12 24       |
|  | o |  | Hemel                 | 51°12′33″N 4°24′40″E / 51.20906°N 4.411062°E  | Antwerpen |               |
|  | o |  | Sint-Vincentius       | 51°12′26″N 4°24′52″E / 51.20709°N 4.414498°E  | Antwerpen |               |
|  | o |  | Belgiëlei             | 51°12′21″N 4°25′05″E / 51.205720°N 4.417969°E | Antwerpen | 2 6 15        |
|  | o |  | Lemorinniètrstraat    | 51°12′15″N 4°25′18″E / 51.20424°N 4.421640°E  | Antwerpen |               |
|  | o |  | Cuperus               | 51°12′13″N 4°25′38″E / 51.20348°N 4.427284°E  | Antwerpen |               |
|  | o |  | Gara Berchem          | 51°12′05″N 4°26′04″E / 51.20152°N 4.434357°E  | Antwerpen | 9 11 SNCB     |
|  | o |  | Groenenhoek           | 51°12′00″N 4°26′24″E / 51.20013°N 4.439995°E  | Antwerpen | 9 11          |
|  | o |  | Apollo                | 51°12′02″N 4°26′46″E / 51.20059°N 4.446150°E  | Antwerpen | 9             |
|  | o |  | De Preter             | 51°12′00″N 4°27′00″E / 51.19993°N 4.450104°E  | Antwerpen | 9             |
|  | o |  | Te Boelaarpark        | 51°11′54″N 4°27′15″E / 51.19829°N 4.454245°E  | Antwerpen | 9             |
|  | o |  | Cruyslei              | 51°11′56″N 4°27′29″E / 51.19883°N 4.458148°E  | Antwerpen | 9             |
|  | o |  | Jozef Verboven        | 51°12′02″N 4°27′36″E / 51.20058°N 4.460133°E  | Antwerpen | 9             |
|  | o |  | Eksterlaar            | 51°12′09″N 4°27′46″E / 51.20251°N 4.462804°E  | Antwerpen | 9             |
|  | o |  | Van den Hautelei      | 51°12′09″N 4°28′04″E / 51.20256°N 4.467659°E  | Antwerpen |               |
|  | o |  | Florent Pauwels       | 51°12′21″N 4°28′16″E / 51.20576°N 4.471073°E  | Antwerpen | 8 24          |
|  | o |  | Dassastraat           | 51°12′18″N 4°28′37″E / 51.20497°N 4.477009°E  | Antwerpen | 24            |
|  | O |  | Silsburg              | 51°12′14″N 4°28′58″E / 51.20389°N 4.482856°E  | Borsbeek  | 24            |

## Exploatarea liniei
Linia 4 este exploatată de De Lijn. Ea este parcursă de tramvaie în circa 50 de minute.

## Materialul rulant
Pe această linie circulă toate tipurile de tramvaie din Antwerpen: tramvaie simple și duble PCC, tramvaie HermeLijn și, începând din 17 martie 2016, inclusiv tramvaie Albatros.

## Simbolul liniei
Simbolul acestei linii, prezent pe afișajul tramvaielor, este cifra „4” scrisă cu culoare neagră pe un cartuș rectangular de culoare albastru deschis (4).

## Planuri de viitor
În viitor, linia 4 va fi prelungită de la Silsburg, de-a lungul Herentalsebaan, până în Wommelgem.

## Galerie de imagini

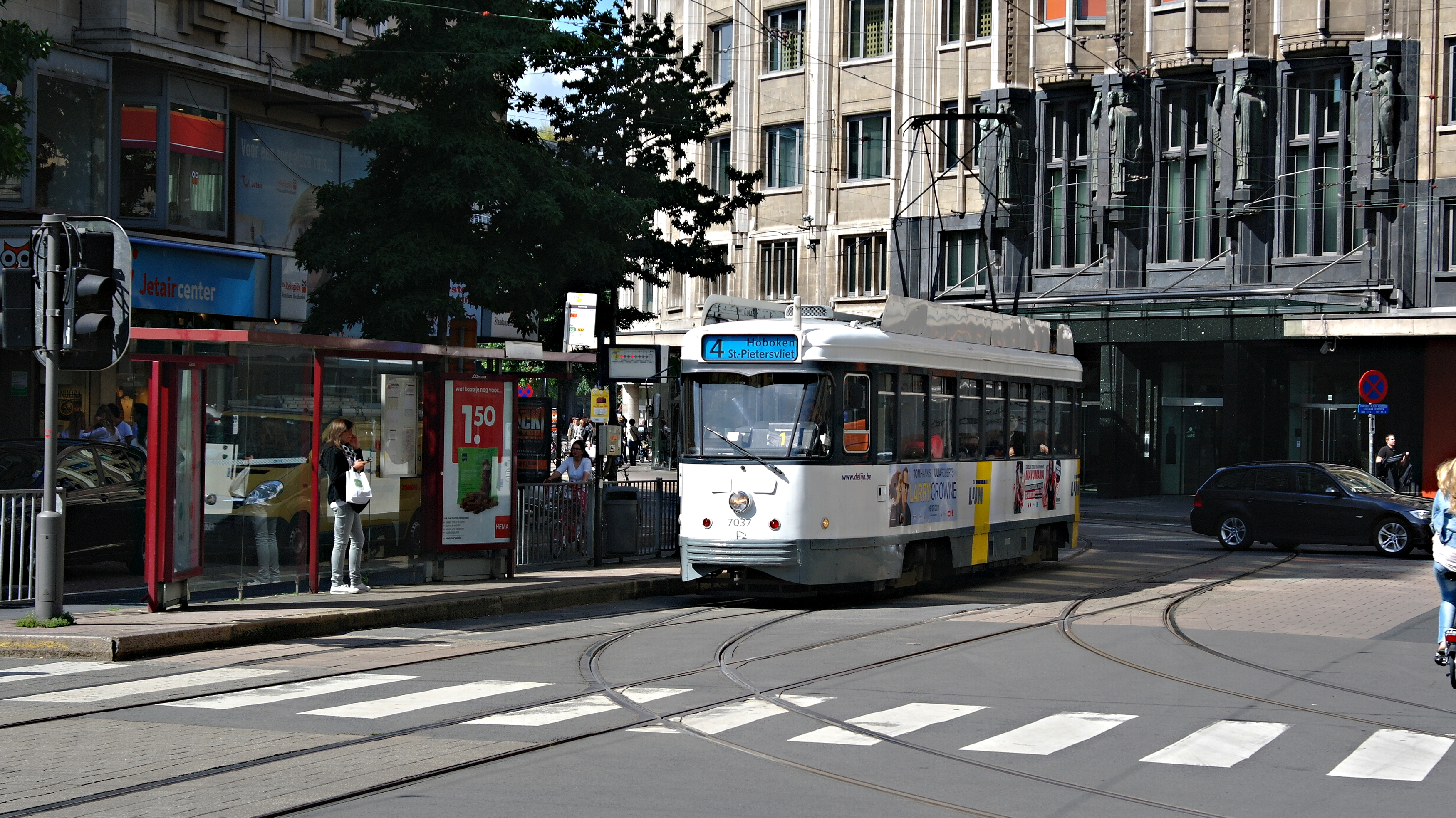
Vagon PCC 7037, an de fabricație 1960, pe linia 4 în strada Meirbrug, 20 august 2011.
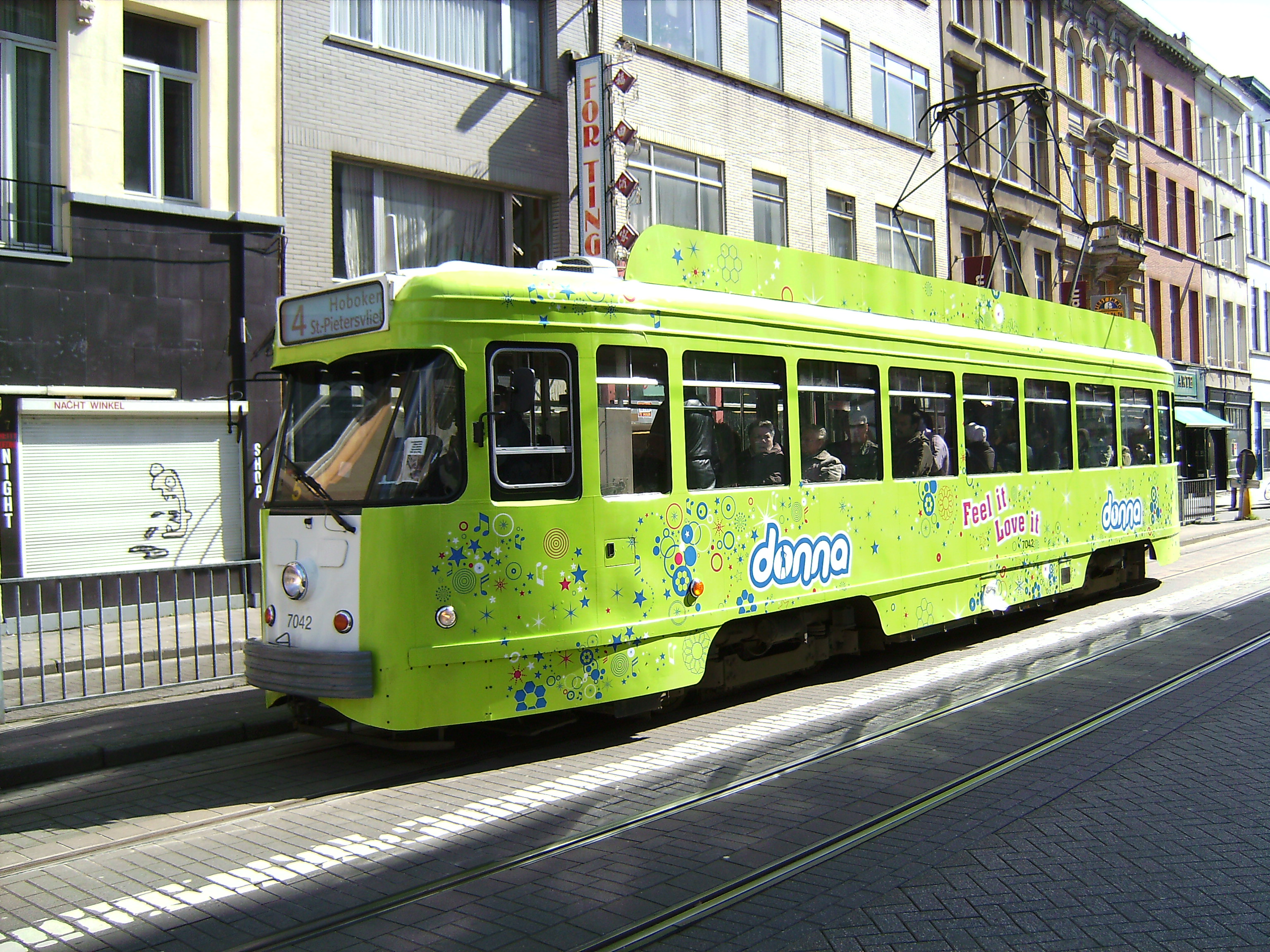
Vagon PCC 7042, an de fabricație 1961, pe linia 4 în strada Geuzenstraat, 2008.
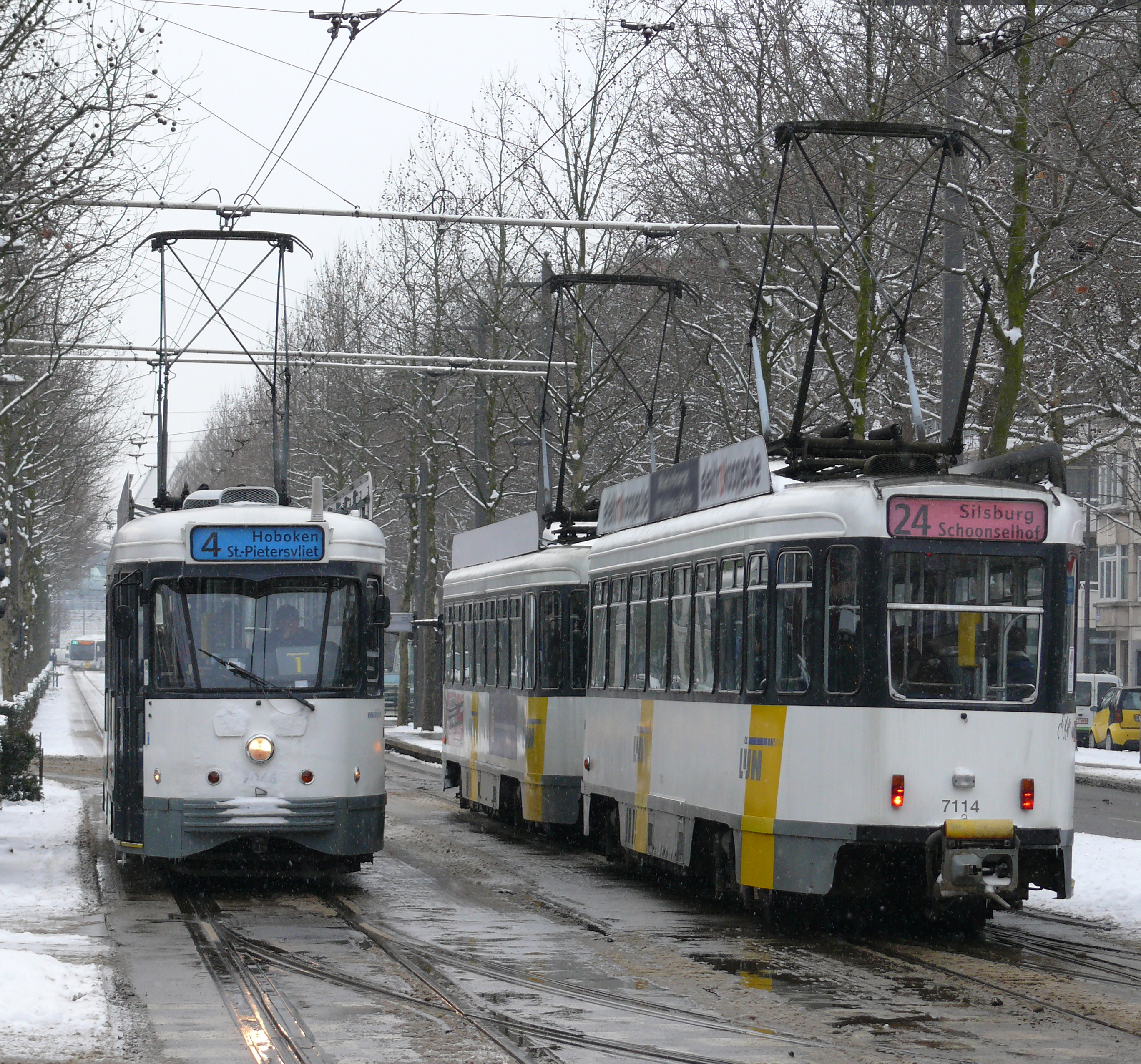
Tramvaie pe Bulevardul Amerikalei.